# Jemialjanawa
Jemialjanawa (biał. Емяльянава; ros. Емельяново; hist. Folwark Kuźmicze) – wieś na Białorusi, w obwodzie grodzieńskim, w rejonie wołkowyskim, w sielsowiecie Werejki.
W dwudziestoleciu międzywojennym folwark Kuźmicze leżał w Polsce, w województwie białostockim, w powiecie wołkowyskim, w gminie Tereszki.